# Perttu Kivilaakso
Perttu Paivo Kullervo Kivilaakso (Helsínquia, 11 de maio de 1978) é um violoncelista finlandês, membro da banda de symphonic metal Apocalyptica.

## Biografia
Filho de um também violoncelista, Juhani, Perttu Kivilaakso começou o estudo do violoncelo quando tinha 5 anos. Recebeu muitos prêmios durante a carreira como violoncelista clássico — entre eles o terceiro lugar numa competição internacional em 1996 quando tinha 18 anos. Kivilaakso toca um violoncelo alemão do século XIX.

### Apocalyptica
Kivilaakso entrou na banda finlandesa Apocalyptica para o terceiro álbum, Cult, em 1999. Kivilaakso exagerou na linha de Apocalyptica, mas estava concentrando em seus estudos quando a banda começou a carreira profissional. Voltou no fim de 1999, trocando de lugar com Antero Manninen, que deixou a banda para tocar em uma orquestra clássica da Finlândia.
Kivilaakso é o autor de muitas composições originais para o Apocalyptica, entre elas "Conclusion", "Betrayal/Forgiveness" e "Farewell", e inclusive criou músicas para o videogame "Max Payne 2: A Queda de Max Payne", e até mesmo alguns filmes documentários.